# Filmografia de Julianne Moore

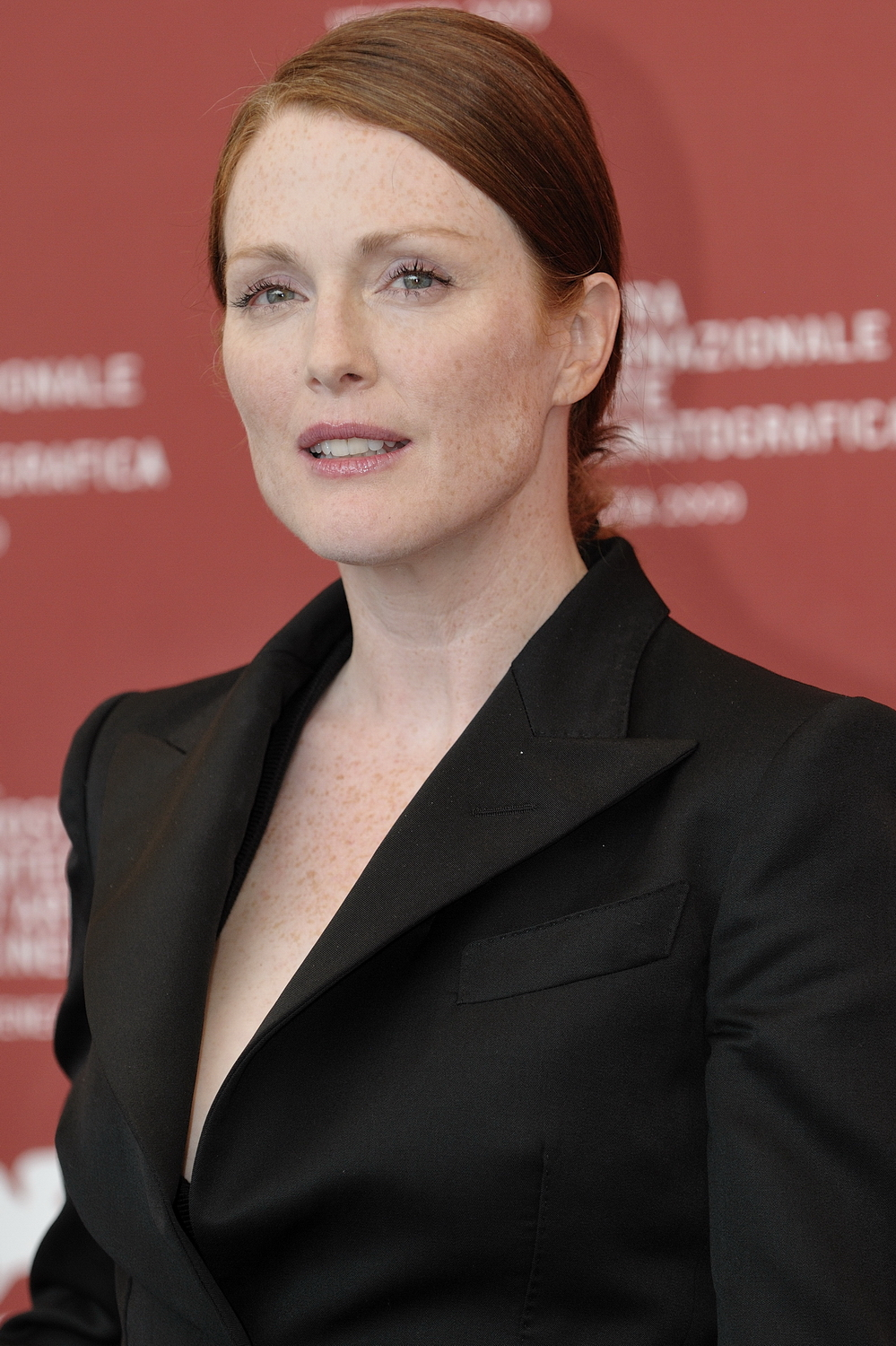
Julianne Moore no Festival de Cinema de Veneza, em 2009.

Julianne Moore é uma premiada atriz norte-americana que iniciou sua carreira artística através da série de suspense The Edge of Night, em 1984. No ano seguinte, realizou sua primeira aparição na telenovela As the World Turns, que rendeu-lhe um Emmy de Atriz Revelação em Série de Drama em 1988. Nos anos seguintes, Moore teve aparições nos filmes televisivos Money, Power, Murder (1989) e The Last to Go (1991) - antes de sua aclamada atuação no cinema em Short Cuts (1993). Sua performance recebeu elogios da crítica, assim como notoriedade por uma cena em que sua personagem desenvolve um monólogo. Entre as atuações de Moore em 1995 estão o drama Safe e a comédia romântica Nine Months, na qual contracenou com Hugh Grant. No ano seguinte interpretou a pintora francesa Dora Maar em Surviving Picasso, ao lado de Anthony Hopkins e Natascha McElhone. Em 1997, Moore interpretou uma veterana atriz pornográfica em Boogie Nights - papel que lhe rendeu sua primeira indicação ao Óscar, na categoria Melhor Atriz Secundária. No mesmo ano, estrelou The Lost World: Jurassic Park, seu maior sucesso comercial por muitos anos. Dois anos mais tarde, interpretou uma adúltera em The End of the Affair, pelo qual foi indicada pela primeira vez ao Óscar de Melhor Atriz.
Em 2001, Moore interpretou Clarice Starling no suspense policial Hannibal e uma cientista na comédia de ficção científica Evolution. No ano seguinte, voltou a colaborar com Todd Haynes, desta vez para o drama Far from Heaven e estrelou o drama The Hours, vivendo uma dona de casa suburbana da década de 1950 em ambos os filmes. Pela atuação nos filmes, recebeu o Volpi Cup do Festival de Veneza e o Urso de Prata do Festival de Berlim, respectivamente. Também foi indicada novamente ao Óscar de Melhor Atriz (por Far from Heaven) e Melhor Atriz Secundária (por The Hours). Em 2006, Moore estrelou o drama Freedomland e o ficção científica Children of Men, dirigido por Alfonso Cuarón. Nos anos seguintes, viveu a socialite Barbara Daly Baekeland em Savage Grace (filme) (2007) e contracenou com Colin Firth em A Single Man (2009).
Em 2012, a atriz viveu a política Sarah Palin no drama televisivo Game Change, pelo qual recebeu o Emmy do Primetime de Melhor Atriz em Minissérie ou Telefilme. Dois anos mais tardes, estrelou o drama satírico Maps to the Stars e o drama Still Alice. Pela atuação no primeiro, no qual viveu uma ultrapassada atriz, foi premiada como Melhor Atriz no Festival de Cannes. Sua performance como linguista em Still Alice rendeu-lhe o Óscar de Melhor Atriz. E em 2014  julianne moore estreou no filme  non-stop e ficou no papel de jen summers, o filme se passa dentro de um avião e liam Neeson como Bill Mark tenta sauvá um avião em perigo ao lado de Michelle  dockery como Nancy e outra pessoas Moore também atuou em The Hunger Games: Mockingjay – Part 1 (2014), seu trabalho mais rentável até a presente data, com 725 milhões em bilheterias.

## Filmografia

### Cinema
| Ano  | Título original                       | Papel                | Ref.          |
| ---- | ------------------------------------- | -------------------- | ------------- |
| 1990 | Tales from the Darkside: The Movie    | Susan                | [ 23 ] [ 24 ] |
| 1992 | The Hand That Rocks the Cradle        | Marlene              | [ 25 ]        |
| 1992 | The Gun in Betty Lou's Handbag        | Elinor               | [ 26 ]        |
| 1993 | Body of Evidence                      | Sharon Dulaney       | [ 27 ]        |
| 1993 | Benny & Joon                          | Ruthie               | [ 28 ]        |
| 1993 | The Fugitive                          | Dra. Anne Eastman    | [ 29 ]        |
| 1993 | Short Cuts                            | Marian Wyman         | [ 5 ]         |
| 1994 | Vanya on 42nd Street                  | Yelena               | [ 30 ]        |
| 1995 | Safe                                  | Carol White          | [ 29 ]        |
| 1995 | Roommates                             | Beth                 | [ 31 ]        |
| 1995 | Nine Months                           | Rebecca Taylor       | [ 32 ]        |
| 1995 | Assassins                             | Electra              | [ 31 ]        |
| 1996 | Surviving Picasso                     | Dora Maar            |               |
| 1997 | The Lost World: Jurassic Park         | Dra. Sarah Harding   | [ 29 ]        |
| 1997 | The Myth of Fingerprints              | Mia                  | [ 29 ]        |
| 1997 | Boogie Nights                         | Amber Waves          |               |
| 1997 | Chicago Cab                           |                      | [ 33 ] [ 34 ] |
| 1998 | The Big Lebowski                      | Maude Lebowski       | [ 29 ]        |
| 1998 | Psycho                                | Lila Crane           | [ 24 ]        |
| 1999 | Cookie's Fortune                      | Cora Duvall          | [ 35 ]        |
| 1999 | An Ideal Husband                      | Laura Cheveley       | [ 29 ]        |
| 1999 | A Map of the World                    | Theresa Collins      | [ 29 ]        |
| 1999 | The End of the Affair                 | Sarah Miles          | [ 29 ]        |
| 1999 | Magnolia                              | Linda Partridge      | [ 29 ]        |
| 2000 | Not I                                 | Mouth                | [ 36 ]        |
| 2000 | The Ladies Man                        | Audrey               | [ 29 ]        |
| 2001 | Hannibal                              | Clarice Starling     | [ 24 ]        |
| 2001 | Evolution                             | Allison Reed         | [ 31 ]        |
| 2001 | World Traveler                        | Dulcie               | [ 37 ]        |
| 2001 | The Shipping News                     | Wavey Prowse         | [ 29 ]        |
| 2002 | Far from Heaven                       | Cathy Whitaker       | [ 31 ]        |
| 2002 | The Hours                             | Laura Brown          | [ 31 ]        |
| 2004 | Marie and Bruce                       | Marie                | [ 38 ]        |
| 2004 | Laws of Attraction                    | Audrey Woods         | [ 31 ]        |
| 2004 | The Forgotten                         | Telly Paretta        | [ 29 ]        |
| 2005 | Trust the Man                         | Rebecca              | [ 39 ]        |
| 2005 | The Prize Winner of Defiance, Ohio    | Evelyn Ryan          | [ 31 ]        |
| 2005 | The Naked Brothers Band: The Movie    | Ela mesma            | [ 40 ]        |
| 2006 | Freedomland                           | Brenda Martin        | [ 41 ]        |
| 2006 | Children of Men                       | Julia Taylor         | [ 31 ]        |
| 2007 | Next                                  | Callie Ferris        | [ 29 ]        |
| 2007 | Savage Grace                          | Barbara Baekeland    | [ 42 ] [ 43 ] |
| 2007 | I'm Not There                         | Alice Fabian         | [ 29 ]        |
| 2008 | Eagle Eye                             | ARIIA (voz)          | [ 44 ]        |
| 2008 | Blindness                             | Esposa do Médico     | [ 31 ]        |
| 2009 | The Private Lives of Pippa Lee        | Kat                  | [ 45 ]        |
| 2009 | A Single Man                          | Charley              | [ 46 ]        |
| 2009 | Chloe (filme)                         | Catherine Stewart    | [ 47 ]        |
| 2010 | The Kids Are All Right                | Jules                | [ 31 ]        |
| 2010 | Shelter                               | Cara Harding         | [ 48 ] [ 49 ] |
| 2011 | Crazy, Stupid, Love                   | Emily Weaver         | [ 50 ]        |
| 2012 | Being Flynn                           | Jody Flynn           | [ 51 ]        |
| 2012 | What Maisie Knew                      | Susanna              | [ 52 ]        |
| 2013 | Don Jon                               | Esther               | [ 53 ]        |
| 2013 | The English Teacher                   | Linda Sinclair       | [ 54 ]        |
| 2013 | Carrie                                | Margaret White       | [ 55 ]        |
| 2014 | Non-Stop                              | Jen Summers          | [ 56 ]        |
| 2014 | Maps to the Stars                     | Havana Segrand       | [ 57 ]        |
| 2014 | Still Alice                           | Dra. Alice Howland   | [ 58 ]        |
| 2014 | The Hunger Games: Mockingjay – Part 1 | Presidente Alma Coin | [ 59 ]        |
| 2014 | Seventh Son                           | Mãe Malkin           | [ 60 ]        |
| 2015 | Maggie's Plan                         | Georgette            | [ 61 ]        |
| 2015 | Freeheld                              | Laurel Hester        | [ 62 ]        |
| 2015 | The Hunger Games: Mockingjay – Part 2 | Presidente Alma Coin | [ 63 ]        |
| 2017 | Kingsman: The Golden Circle           | Poppy Adams          | [ 64 ]        |
| 2017 | Wonderstruck                          | Lillian Mayhew/Rose  | [ 65 ]        |
| 2017 | Suburbicon                            | Rose/Margaret        | [ 66 ]        |
| 2018 | Gloria Bell                           | Gloria               | [ 67 ]        |
| 2018 | Bel Canto                             | Roxanne Coss         | [ 68 ]        |
| 2019 | After the Wedding                     | Theresa              | [ 69 ]        |
| 2020 | The Glorias                           | Gloria Steinem       | [ 70 ]        |
| 2020 | The Woman in the Window (2020)        | Jane Russell         | [ 71 ]        |
| 2023 | May December                          | Gracie Atherton-Yoo  |               |
| 2024 | The Room Next Door                    | Ingrid               |               |

## Televisão
| Ano(s)          | Título               | Papel(is)                             | Notas                                        | Referências          |
| --------------- | -------------------- | ------------------------------------- | -------------------------------------------- | -------------------- |
| 1984            | The Edge of Night    | Carmen Engler                         | 1 episódio                                   | [ 72 ] [ 73 ]        |
| 1985–1988; 2010 | As the World Turns   | Frannie Hughes Sabrina Hughes         |                                              | [ 72 ] [ 74 ]        |
| 1987            | I'll Take Manhattan  | India West                            | Minissérie                                   | [ 75 ]               |
| 1989            | Money, Power, Murder | Peggy Lynn Brady                      | Telefilme                                    | [ 76 ] [ 77 ]        |
| 1990            | B.L. Stryker         | Tina                                  | Episódio: "High Rise"                        | [ 78 ]               |
| 1991            | The Last to Go       | Marcy                                 | Telefilme                                    | [ 79 ] [ 80 ] [ 81 ] |
| 1991            | Cast a Deadly Spell  | Connie Stone                          | Telefilme                                    | [ 82 ]               |
| 1998            | Saturday Night Live  | Apresentadora                         | Episódio: "Julianne Moore / Backstreet Boys" | [ 83 ]               |
| 2004            | Sesame Street        | Herself                               |                                              | [ 84 ]               |
| 2009–2013       | 30 Rock              | Nancy Donovan                         | 6 episódios                                  |                      |
| 2012            | Game Change          | Sarah Palin                           | Telefilme                                    | [ 85 ]               |
| 2016            | Inside Amy Schumer   | Ela mesma                             | Episódio: "Brave"                            | [ 86 ]               |
| 2016            | Difficult People     | Sarah Nussbaum                        | Episódio: "High Alert"                       | [ 87 ]               |
| 2017            | Nightcap             | Ela mesma                             | Episódio: "Single White Staci"               | [ 88 ]               |
| 2024            | Mary & George        | Mary Villiers, Condessa de Buckingham | Minissérie                                   |                      |